# Мужской разговор (фильм)
«Мужской разговор» — советский художественный фильм, снятый режиссёром Игорем Шатровым на киностудии имени М. Горького в 1968 году по мотивам повести Вадима Фролова «Что к чему».
Фильм был удостоен приза «Серебряная Минерва» на Международном кинофестивале детских и юношеских фильмов в Венеции (Италия).

## Сюжет
Герой фильма, восьмиклассник Саша Ларионов переживает сложный период жизни — его мать ушла из семьи, полюбив другого человека.
Но прежде чем узнать об этом, Саша долгое время оставался в неведении: у отца Саши не хватало мужества сказать сыну правду. Долгое отсутствие жены он объяснял её длительной командировкой. Порядочный человек, мужественный фронтовик, морской офицер, привыкший говорить и поступать с людьми честно, он не знает, как вернее и наименее болезненно объяснить сыну поступок матери. Для него важно, чтобы мальчик постарался понять её и не торопился с выводами.
Случайно узнав о происшедшем в его семье от одноклассника, а потом и из письма матери к отцу, Саша решает ехать к ней с намерением вернуть в семью.
С отъездом ему пытается помочь товарищ по двору, уже бросивший школу, Юра Пантюхин. У него тоже сложная семейная обстановка: мать хочет вторично выйти замуж, но Юра боится, что новый отец окажется не лучше прежнего, и всячески саботирует её планы. Деньги на поездку для друга он пытается достать у своего знакомого, который хочет втянуть ребят в аферу. Подозревая о грязном происхождении денег, Саша отказывается от помощи. Выручает Сашу пожилой сослуживец отца, одолживший необходимую для поездки сумму.
Саша едет в Сибирь на стройку, где работает его мать со своим новым мужем. Неожиданный приезд сына вызывает у неё бурную радость, но сердечная поначалу встреча неожиданно обрывается, когда Саша случайно видит, как мать обнимает чужого ему мужчину. Проснувшаяся ревность к незнакомцу заставляет Сашу понять, что его мать, которую он так любит и которая так любит его, больше к ним с отцом не вернётся…

## В ролях
- Николай Яхонтов — Саша Ларионов
- Александр Кавалеров — Юра Пантюхин, Пантюха
- Василий Шукшин — Николай Николаевич Ларионов, отец Саши
- Нинель Мышкова — Ирина Сергеевна Ларионова, мать Саши
- Алевтина Румянцева — Елена Петровна Пантюхина, мать Пантюхи
- Леонид Куравлёв — Алексей, жених матери Пантюхи
- Софья Павлова — Мария Ивановна, учительница, «Капитанская дочка»
- Ольга Левинсон — Елена Зиновьевна (Леночка), учительница
- Владимир Этуш — дядя Юра, друг Сашиного отца
- Павел Боголюбов — Валечка Панкрушин
- Ольга Щепкина — Оля Рудакова
- Светлана Артюхова — Наташа
- Сергей Гурзо — Генка-Наконечник, мелкий спекулянт

## В эпизодах
- Алексей Глазырин — отец Панкрушина
- Алексей Чернов — боцман Андреич, друг Сашиного отца
- Наталия Богунова — Лёля, сестра Пантюхи
- Вадим Захарченко — Пётр Иванович Пантюхин, отец Пантюхи
- Вера Алтайская — тётя Лиза, жена дяди Юры
- Надежда Самсонова
- Вячеслав Гостинский — клиент Генки-Наконечника
- Любовь Калюжная — жена боцмана Андреича
- Н. Лепёхин
- Чеслав Сушкевич — директор школы
- Галина Фролова — мать Генки-Наконечника

## Школьники
- Миша Зильберман — Оська Беленький
- Таня Прохорова — Антипкина
- С. Тарасов
- Аркадий Листаров — Аркаша
- Сережа Богачёв
- Н. Фельдман

В фильме снимались ученики московских школ.
Песню исполняет школьница Валя Щеглова.

## В титрах не указаны
- Матвей Левинтон — учитель, ухажёр Леночки
- Алексей Панькин — верзила в кепке на танцплощадке
- Людмила Гладунко — подруга Генки-Наконечника

## Съёмочная группа
- Авторы сценария — Валентин Ежов, Вадим Фролов
- Постановка Игоря Шатрова
- Главный оператор — Владимир Архангельский
- Художник-постановщик — Евгений Галей
- Композитор — Ян Френкель
- Текст песен — Игорь Шаферан
- Звукооператор — Б. Корешков
- Режиссёр — С. Фёдорова
- Оператор — Аурелиус Яциневичюс
- Художники по костюмам: Н. Шнайдер, В. Скопинова
- Художник-декоратор — Борис Дукшт
- Монтаж Г. Шатровой
- Редактор — В. Погожева
- Грим А. Пушкиной
- Ассистенты:

режиссёра — З. Царевская, В. Романовская
оператора — В. Егоров, М. Скрипицын
- Мастер-светотехник — Ф. Прохоров
- Государственный симфонический оркестр кинематографии, дирижёр — Давид Штильман
- Директор картины — Я. Сапожников

## Саундтрек
- Песня «Нейлоновое сердце» в исполнении Саши Кавалерова звучит в его же исполнении в фильме «Пустельга» 1992 года.
- Школьники наигрывают на пианино и танцуют под мелодию «Walk Right In» (1963 г.) джаз-фолк-трио The Rooftop Singers.
- В фильме звучит песня «Little Child» 1963 года группы The Beatles.